# Andorra op de Olympische Winterspelen 2018
Andorra was een van de deelnemende landen aan de  Olympische Winterspelen 2018 in Pyeongchang, Zuid-Korea.
Het was de twaalfde opeenvolgende deelname van het ministaatje aan de Winterspelen. Voor de twaalfde keer werd er deelgenomen in het alpineskiën en voor de derde keer in het langlaufen en snowboarden. 

## Deelnemers en resultaten

### Alpineskiën
Mannen
| Olympiër               | Onderdeel    | Resultaat | Prestatie                                                           |
| ---------------------- | ------------ | --------- | ------------------------------------------------------------------- |
| Joan Verdu Sanchez (2) | combinatie   | 27e       | afdaling: 1.23,01 (50e) slalom: 49,53 (21e) totaal: 2.12,54 (+6,02) |
| Joan Verdu Sanchez (2) | afdaling     | 37e       | 1.44,65 (+4,40)                                                     |
| Joan Verdu Sanchez (2) | reuzenslalom | DNF-2     | run 1: 1.12,06 (33e) run 2: niet gefinisht                          |
| Joan Verdu Sanchez (2) | Super G      | 28e       | 1.26,86 (+2,42)                                                     |
| Marc Oliveras (2)      | combinatie   | 29e       | afdaling: 1.21,67 (31e) slalom: 52,97 (30e) totaal: 2.14,64 (+8,12) |
| Marc Oliveras (2)      | afdaling     | DNF       | niet gefinisht                                                      |
| Marc Oliveras (2)      | Super G      | 33e       | 1.27,84 (+3,40)                                                     |

Vrouwen
| Olympiër             | Onderdeel | Resultaat | Prestatie                                                     |
| -------------------- | --------- | --------- | ------------------------------------------------------------- |
| Mireia Gutierrez (3) | slalom    | 30e       | run 1: 53,22 (34e) run 2: 52,84 (31e) totaal: 1.46,06 (+7,43) |

### Langlaufen
Mannen
| Olympiër                | Onderdeel         | Resultaat | Prestatie           |
| ----------------------- | ----------------- | --------- | ------------------- |
| Irineu Esteve Altimiras | 15 km vrije stijl | 27e       | 35.40,7 (+1.56,8)   |
| Irineu Esteve Altimiras | 30 km skiatlon    | 46e       | 1.21.47,7 (+5.27,7) |

### Snowboarden
| Olympiër (deelname)     | Onderdeel      | Resultaat | Prestatie                                                                                              |
| ----------------------- | -------------- | --------- | --- |
| Lluis Marin Tarroch (3) | snowboardcross | 34e       | kwalificatieronde: 30e run 1: 1.15,47 (26e) run 2: 1.15,37 (6e) finaleronde: 1/8e finale: 5e in heat 6 |